# Parafia św. Marcelina w Rogalinie
Parafia św. Marcelina w Rogalinie – rzymskokatolicka parafia z siedzibą we wsi Rogalin w gminie Mosina, w powiecie poznańskim, należąca do dekanatu kórnickiego. Oprócz kościoła parafialnego w Rogalinie, należy do niej kościół filialny pw. Matki Bożej Nieustającej Pomocy w Radzewicach.

## Historia parafii
Parafię utworzono dopiero w 1975 roku, choć kościół w Rogalinie wybudowano na polecenie hr. Edwarda Raczyńskiego już w latach 1817–1820. Nosi wezwanie św. Marcelina na cześć Marcelego Lubomirskiego, kuzyna fundatora, poległego podczas oblężenia Sandomierza w 1809 roku, podczas kampanii napoleońskiej. W dolnej części kościoła (mauzoleum) znajdują się m.in. tablice pamiątkowe i prochy członków rodu Raczyńskich. W latach 1821–1939 świątynia służyła jako kaplica pałacowa, a po II wojnie światowej stała się kościołem filialnym parafii w Rogalinku.

## Zasięg terytorialny
Oprócz Rogalina (w tym Rogalin Osada i Podlesie), parafia obejmuje także wsie Radzewice, Świątniki oraz część miejscowości Mieczewo.

## Kościół filialny i cmentarz
W Radzewicach usytuowany jest kościół filialny pw. Matki Bożej Nieustającej Pomocy. Położony jest on na terenie cmentarza parafialnego, który wcześniej był cmentarzem ewangelickim, założonym na początku XIX wieku. Znajduje się na nim 6 starych nagrobków (najstarszy z 1827 roku). Został przekazany parafii w Rogalinie w latach 80. XX wieku.
Kod programu== Kapłani ==
Proboszczami tej parafii byli: ks. Włodzimierz Wygocki (1975–1989), ks. Zbigniew Kuster (1989–2003), ks. Wojciech Kaźmierczak (2003–2019), ks. Adam Pawłowski (1.07.2019–1.08.2024), ks. Krzysztof Grześkowiak (od 1.08.2024)
Z wsi Radzewice, gdzie znajduje się kościół filialny tej parafii, pochodzi ks. Dawid Stelmach (wyświęcony w 2005 roku), który w archidiecezji poznańskiej pełni funkcję dyrektora Papieskich Dzieł Misyjnych, delegata biskupa ds. misji oraz przewodniczącego Komisji Misyjnej i Referatu Misyjnego.

## Rogalińskie Drogi

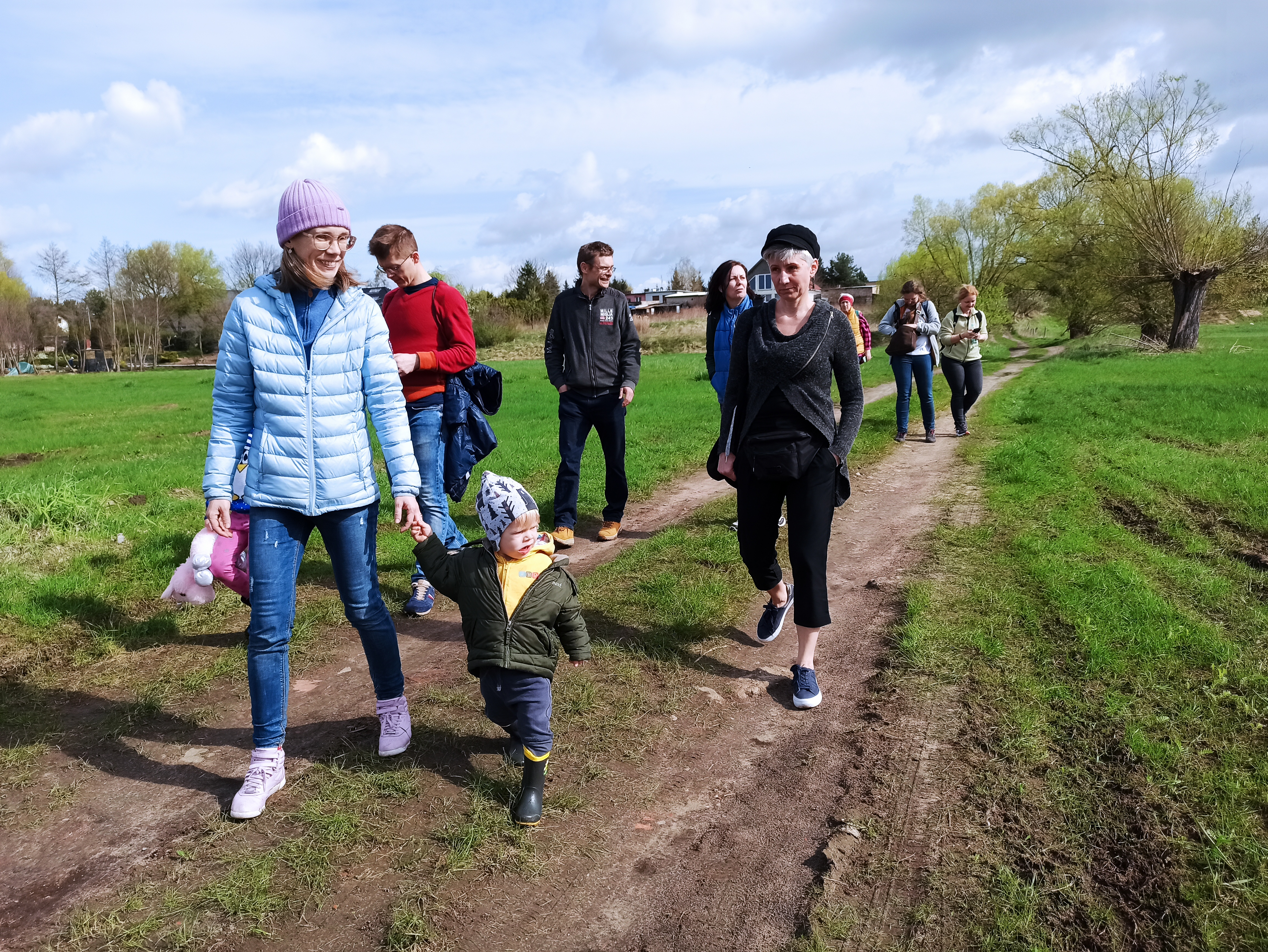
Wycieczka przyrodnicza „Drzewo Życia” szlakiem pielgrzymkowym Droga Miłości w Radzewicach podczas rogalińskiego zjazdu animatorów Laudato Si'

Z okazji 200-lecia poświęcenia kościoła powstała sieć przyrodniczych szlaków pielgrzymkowo-turystycznych Rogalińskie Drogi Ducha Świętego, które prowadzą z 9 miejscowości: Radzewice, Radzewo, Mieczewo, Poznań-Głuszyna, Daszewice, Mosina, Puszczykowo, Kamionki, Rogalinek. Nazwy szlaków pochodzą od owoców Ducha Świętego, by propagować modlitwę do Ducha Świętego o 7 darów (mądrość, rozum, radę, męstwo, umiejętność, pobożność i bojaźń Bożą) i 9 owoców (miłość, radość, pokój, cierpliwość, uprzejmość, dobroć, wierność, łagodność i opanowanie). Na stronie internetowej parafii udostępniono m.in. opisy tras z ciekawostkami historycznymi, propozycje zadań duchowych i broszury przyrodnicze. Powstanie sieci szlaków popularyzuje także aktywność fizyczną na świeżym powietrzu oraz ochronę Rogalina jako pomnika historii.
Botanicy, zoolodzy, ekolodzy oraz hydrolog poprowadzili wycieczki poszczególnymi szlakami i na tej podstawie opracowali broszury o przyrodzie i ekologii, które można wykorzystać także w innych miejscach. Są one udostępnione bezpłatnie na stronie internetowej parafii, podobnie jak opisy tras wszystkich szlaków z zadaniami duchowymi, ciekawostkami historycznymi itp..
Po inwazji Rosji na Ukrainę w lutym 2022 roku, zadania duchowe dla pielgrzymek w intencji pokoju (z opisu Drogi Pokoju) zostały przetłumaczone na inne języki.
Ogólne zasady Rogalińskich Dróg, przedstawione na początku opisu każdego szlaku, stały się podstawą opracowania „Zasad zielonego pielgrzymowania” w ramach projektu PielGREEN przez polskich animatorów Światowego Ruchu Katolików na rzecz Środowiska (Laudato Si' Movement). Organizacja ta w maju 2023 roku wspominała o modlitwie do Ducha Świętego i Rogalińskich Drogach na swoim blogu oraz w miesięcznym biuletynie (zarówno w języku angielskim, jak i w polskim), zaś w kolejnym roku w Rogalinie odbył się rodzinny zjazd animatorów tej organizacji.
W marcu 2025 roku parafia św. Marcelina w Rogalinie została wyróżniona w III Plebiscycie Ekologicznym zorganizowanym przez Uniwersytet Kardynała Stefana Wyszyńskiego w Warszawie we współpracy ze Światowym Ruchem Katolików na rzecz Środowiska oraz Fundacją Polska z Natury.